# Issa Doumbia
Pour les articles homonymes, voir Doumbia.
Cet article concerne un acteur et humoriste français. Pour le footballeur italien, voir Issa Doumbia (football).
Issa Doumbia est un acteur, humoriste et animateur français, né le 10 juin 1982 à Versailles.

## Biographie
Issa Doumbia s'est formé à l'improvisation théâtrale au sein de la compagnie Déclic Théâtre de Trappes, et y a été comédien de nombreuses années,. C'est Jamel Debbouze qui lui a donné l'envie de faire du théâtre.
Il a été animateur sur la radio locale de Trappes, Marmite FM sur 88,4 MHz.
Il est notamment connu pour son rôle de Mamadou Seydou Koulibaly dans Beur sur la ville, celui de Barkette dans Lascars (web-série de Tristan Aurouet. À ne pas confondre avec la série d'animation "Les Lascars"), ainsi que son interprétation dans la série de TF1 Nos chers voisins.
Il fut aussi animateur dans une émission de « wesh » sur Cap 24, avec son complice Alban Ivanov. On les retrouve de nouveau quelques années après sur CanalStreet.
De juin 2012 à juin 2017, il officie dans la série télévisée humoristique Nos chers voisins sur TF1 où il interprète Issa Leguenec, 23 ans, étudiant en fac de sociologie.
Il a également participé à l'émission Bienvenue chez Cauet sur NRJ 12 à partir de septembre 2012 en incarnant Mama Konakry, un personnage de femme africaine.
Le 14 mai 2013, Issa Doumbia présente aux côtés de Sonia Rolland la cérémonie des Trace Urban Music Awards en direct de la chaîne Trace Urban.
À partir du début de l'année 2014, il devient un participant régulier à l'émission Vendredi tout est permis animée par Arthur sur TF1 et devient progressivement un élément important du divertissement télévisé.
Il prépare également son premier spectacle Première Consultation qu'il commencera à rendre accessible au public courant 2014.
En mars de la même année, il apparaît dans le clip de Black M Mme Pavoshko dans lequel il joue un professeur au collège débordé par les élèves de sa classe.
Fin 2014, Issa Doumbia présente aux côtés de Clara Morgane la cérémonie des Trace Urban Music Awards en direct de la chaîne Trace Urban.
À partir du 11 mars 2015, il intègre occasionnellement la bande de Cyril Hanouna en tant que chroniqueur dans l'émission Touche pas à mon poste ! sur D8.
En février 2016, Issa Doumbia se lance dans la musique et dévoile son premier single, Kiffe.
Depuis le 11 décembre 2017, Issa Doumbia interprète Pog dans Les Minikeums sur France 4.
En novembre 2020, il participe à la deuxième saison de Mask Singer sous le costume du dragon sur TF1 et finit troisième lors de la finale.

## Vie privée
Benjamin d'une famille malienne musulmane, Issa Doumbia est le seul de sa famille à être né en France. Sa mère, Aminata, appartient à une famille de griots et a créé une association caritative dans la commune de Kita en 1995.

## Filmographie

### Cinéma

#### Longs métrages
- 2010 : Crédit pour tous de Jean-Pierre Mocky : déménageur
- 2011 : Au bistro du coin de Charles Nemes : le chauffeur-livreur
- 2011 : Beur sur la ville de Djamel Bensalah : Mamadou Seydou Koulibaly
- 2012 : Comme un chef de Daniel Cohen : Moussa
- 2014 : Le Crocodile du Botswanga de Fabrice Éboué et Lionel Steketee : soldat Issa
- 2017 : Sales Gosses de Frédéric Quiring : Touré
- 2017 : La Colle d'Alexandre Castagnetti : Jean-Edouard
- 2019 : Premier de la classe de Stéphane Ben Lahcene : Albert de Paris
- 2020 : Brutus vs César de Kheiron : Lucius
- 2021 : Flashback de Caroline Vigneaux : Hubert
- 2023 : Astérix et Obélix : L'Empire du Milieu de Guillaume Canet : Baba[7]
- 2023 : Les SEGPA au ski de Hakim et Ali Bougheraba : père de Charly

#### Courts métrages
- 2009 : Big H Story de Sébastien Rossi avec Julien Courbey, Francis Lalanne et Jenny Del Pino
- 2010 : Boom-Boom de Steve Tran et Sébastien Kong avec Steve Tran, Sabrina Ouazani, Bibi Nacéri et Benjamin Siksou

### Télévision
- 2009 : Brigade Navarro : Dauger (saison 2)
- 2012-2017 : Nos chers voisins : Issa Leguenec
- 2012 : Lascars : Barkette
- 2012 : Zak d'Arthur Benzaquen et Denis Thybaud : le voiturier (3 épisodes)
- 2012 : Bref de Kyan Khojandi et Bruno Muschio : Éric Dampierre (Mamadou) (saison 1, épisode 55)
- 2013 : La Planète des cons de Gilles Galud et Charlie Dupont : Bun
- 2017-2021 : Les Minikeums : Pog (voix-off)
- 2017 : Paris un jour de ...
- 2018 : Un incroyable show
- 2019 - 2021 : Sam : Nicolas N'Dollo (saisons 3 à 5)
- 2020 : Jusqu'à l'aube : lui-même (saison 1, épisode 7 : Le Château maudit)
- 2021 : L'Homme que j'ai condamné de Laure de Butler : Ryan
- 2022 : La Grande Dinguerie : lui-même, Pascal Latranche, Corentin Tartan, Christian Crouneur, etc.
- 2022 : Tous Inconnus de Nicolas Hourès : lui-même
- 2022 : Camping Paradis : Brice (saison 13, épisode 5 : Une colo au paradis)
- 2023 : Les Capone se marient de Gaël Leforestier
- 2024 : L'Incroyable Embouteillage 2 : Vive les mariés ! de David Charhon
- Depuis 2024 : Le Nounou de Thomas Sorriaux : Abdoulaye

### Clips
- 2008 : an tonik de Mokobé (réalisé par J.G BIGGS)
- 2011 : VNR de Alban Ivanov
- 2013 : Mamadou de Magic System (réalisé par J.G BIGGS)
- 2013 : Calme-toi d'abord de Monsieur Nov
- 2013 : 20 ans de Zazie
- 2013 : La réconciliation de Eklips
- 2014 : Mme Pavoshko de Black M : le professeur débordé par ses élèves[5]
- 2014 : CDouxDeh de Mokobé
- 2014 : Grosse Garde Robe de L'Algerino ft. Dj Kayz
- 2015 : Rapta Tonight de Sultan ft. POP & Croma
- 2015 : #Selfish de Ariane Brodier
- 2015 : Touche pas à ma fiesta de Collectif métissé (réalisé par J.G BIGGS)
- 2016 : Kiffe en scred d'Issa Doumbia : le héros gigolo
- 2019 : Mon beau-frère de Black M

## Doublage

### Films d'animation
- 2016 : Cigognes et compagnie : Pigeon Lerelou

## Émissions de télévision

### Animateur
- 2008 : Wesh l'émission sur Cap24
- 2009 : Jam Session sur OrangeTV
- 2011 : Canal Street l'émission sur Canal+
- 2013 : Trace Urban Music Awards sur Trace Urban : coprésentation avec Sonia Rolland
- 2014 : Trace Urban Music Awards sur Trace Urban : coprésentation avec Clara Morgane
- 2016 : La Grosse Émission sur Comédie+
- 2016-2018 : Time's up ! sur Télétoon+
- Depuis 2018 : Les 100 vidéos qui ont fait rire le monde entier sur W9
- 2018 : W9 d'or sur W9
- 2019 et depuis 2022 : Battlebots sur Gulli avec Cartman
- 2019 : Vendredi tout est Issa sur TF1
- 2021 : Issa dans tous ses états sur M6
- 2021 : Show Me Your Voice sur M6
- 2021 : Domino Challenge sur M6 : coprésentation avec Stéphane Rotenberg
- 2021 : W9 Urban Arena sur W9, coanimé avec Zahra Harkat
- 2021 : Tahiti Quest sur Gulli
- 2021 : Back to... sur W9
- 2022 : Le meilleur des vidéos qui nous ont fait rire en l'an 2000 sur W9
- 2024 : Show Me Your Voice sur M6 avec Élodie Gossuin
- 2024 : Vidéo Quiz, la réponse en images sur W9
- 2025 : Hit List sur Gulli avec Élodie Gossuin

### Chroniqueur
- 2012 : Bienvenue chez Cauet sur NRJ 12
- 2015-2018 : Touche pas à mon poste ! sur C8

### Participations
- Depuis 2013 : Vendredi tout est permis avec Arthur sur TF1
- 2017 : La Dream Company sur TF1
- 2017 : Norbert, commis d'office sur 6ter
- 2018 : Perdu au milieu de nulle part sur W9
- 2018 : Top Chef célébrités sur M6
- 2020 : La France a un incroyable talent sur M6 : juge invité
- 2020 : Saison 2 de Mask Singer sur TF1 : participant, sous le costume du Dragon
- 2022 : Les Touristes sur TF1 : participant
- 2024 : Mask Singer Spéciale Noël sur TF1 : le chameau
- 2025 : Faites nous rire ! sur Comédie+ : juré

## Spectacles
- 2014-2019 : Première consultation
- Depuis 2025 : Monsieur Doumbia